# Alsdorf
Alsdorf är en stad i den tyska delstaten Nordrhein-Westfalen, och är belägen ungefär en mil norr om Aachen, och inte långt ifrån Heerlen på den nederländska sidan av gränsen. Staden har cirka 49 000 invånare, på en yta av 32 kvadratkilometer, och ingår i Aachens storstadsområde.

## Ortsteile
Alsdorf består av 16 Ortsteile:
| - Alsdorf-Mitte - Begau - Bettendorf - Blumenrath | - Broicher Siedlung - Busch - Duffesheide - Hoengen | - Kellersberg - Mariadorf - Neuweiler - Ofden | - Schaufenberg - Alsdorf-Ost - Warden - Zopp |